# Amateur (filme)
Amateur é um filme franco-britânico-estadunidense de 1994, gêneros comédia, crime, drama e terror, realizado por Hal Hartley.

## Elenco
- Isabelle Huppert
- Martin Donovan
- Erica Gimpel
- Elina Löwensohn
- Damian Young
- Chuck Montgomery
- Dave Simonds
- Pamela Stewart
- Jan Leslie Harding
- Terry Alexander

## Recepção
No agregador de críticas Rotten Tomatoes, na pontuação onde a equipe do site categoriza as opiniões da grande mídia e da mídia independente apenas como positivas ou negativas, tem um índice de aprovação de 79% calculado com base em 28 comentários dos críticos. Por comparação, com as mesmas opiniões sendo calculadas usando uma média aritmética ponderada, a nota alcançada é 6,q/10.